# Jean de La Haye (évêque)
Jean de La Haye (mort à Vannes en août 1574), est un moine bénédictin qui fut évêque de Vannes en 1574.

## Biographie
Jean de La Haye docteur en théologie de l'université de Paris est un bénédictin profès à l'abbaye de Saint-Benoît-sur-Loire dans le diocèse d'Orléans et prieur de Montsûrs qui est nommé vicaire général par l'évêque de Vannes Pierre de Saint-Martin le 25 juin 1572.
Ce dernier  résigne son siège épiscopal en sa faveur en janvier 1574 et le nouvel évêque est confirmé par le pape Grégoire XIII le 28 mars 1574. Jean de La Haye n'est jamais consacré et il meurt en août de la même année sans doute empoisonné. Il a comme successeur son frère Louis de La Haye .